# أندريه زيغمونت
أندريه زيغمونت (بالبولندية: Andrzej Zygmunt)‏ هو لاعب كرة قدم بولندي في مركز الدفاع، ولد في 13 نوفمبر 1945 في Chodaków ‏ في بولندا. شارك مع منتخب بولندا لكرة القدم. أما مع النوادي، فقد لعب مع بولونيا وارسو وليغيا وارسو.

## وصلات خارجية
- أندريه زيغمونت على موقع قاعدة بيانات كرة القدم.إي يو (الإنجليزية)
- أندريه زيغمونت على موقع عالم كرة القدم.نت (الإنجليزية)